# 6525 Ocastron
6525 Ocastron este un asteroid din centura principală de asteroizi.

## Descriere
6525 Ocastron este un asteroid din centura principală de asteroizi. A fost descoperit pe 20 septembrie 1992 la Wrightwood de Jack B. Child și Greg Fisch. El prezintă o orbită caracterizată de o semiaxă mare de 2,49 ua, o excentricitate de 0,10 și o înclinație de 3,3° în raport cu ecliptica.